# متروید وحشت
متروید وحشت (انگلیسی: Metroid Dread) یک بازی اکشن-ماجراجویی ساخته شده توسط نینتندو می‌باشد که در ۸ اکتبر ۲۰۲۱ برای نینتندو سوئیچ منتشر شده‌است. در این بازی نیز همانند سری‌های گذشته، کاربر کنترل ساموس آران را بر عهده دارد و با دشمنان سرزمین ZDR مبارزه می‌کند.